# Indigène éditions
Indigène éditions est une maison d'édition indépendante créée en 1996, dont le siège social se situe à Montpellier. Elle se consacre principalement aux cultures, arts et savoirs des nations premières : Indiens d'Amérique, Inuits, Aborigènes d'Australie, et à des brochures de contestation sociale.
À la fin de l'année 2010, la maison d'édition connaît un très grand succès avec Indignez-vous ! (pour une insurrection pacifique), de Stéphane Hessel, vendu à plus d'un million d'exemplaires.
Elle a été créée par Sylvie Crossman et Jean-Pierre Barou (ancien militant de la Gauche prolétarienne, puis figurant parmi les fondateurs de Libération).

## Ouvrages édités
- Tseten Norbu, La reconquête du tibet, avec la collaboration du lama Tenzin Choklha Thinlay, 1999,  (ISBN 2911939174)
- Tibet, Les Formes du Vide, regards croisés entre grands érudits tibétains et astrophysiciens, philosophes occidentaux ;
- La Médecine des Aborigènes d'Australie par Frédéric Viesner ;
- Respect ! par Claudine Moïse ;
- Le Guide des destinations indigènes par Sylvie Blangy ;
- La Longue marche des crocodiles par Ingrid Sénépart et Taghenja (ouvrage pour la jeunesse) ;
- La Fiancée de la pluie, aux pays des Berbères par Terna Hajji (ouvrage pour la jeunesse) ;

## Collection «Ceux qui marchent contre le vent»
Collection de textes militant en faveur d'une révolution des consciences, proposée à très bas prix.
- Indignez-vous ! de Stéphane Hessel (pour une insurrection pacifique), octobre 2010, 32 p. ;  (ISBN 978-2-911939-76-1)[2]
- L'argent danse pour toi de Karl Marx, novembre 2010, 28 p. ;  (ISBN 978-2911939792)
- Je suis prof et je désobéis par Bastien Cazals, avril 2009, 24 p. ;   (ISBN 978-2-911939-68-6)
- Réflexions sur le fascisme économique par John Berger, mars 2009, 28 p. ;  (ISBN 978-2911939679)
- L'Art de vivre au maximum avec le minimum par Jean-Roger Geyer, novembre 2009, 32 p. ;  (ISBN 978-2911939723)
- Camus et sa critique libertaire de la violence par Lou Marin, février 2010, 32 p. ;  (ISBN 978-2911939730)
- Sartre et la violence des opprimés par Yves K., février 2010, 24 p. ;  (ISBN 978-2911939747)
- Roms, Tsiganes, Voyageurs : l'éternité et après ? par Claire Auzias, mars 2010, 32 p. ;  (ISBN 978-2911939754)
- Tunisian girl, la blogueuse de la révolution par Lina Ben Mhenni, juin 2011, 32 p.,  (ISBN 978-2911939877)
- Immolations au Tibet - La Honte du monde, essai de Tsering Woeser, 2013, couverture d'Ai Weiwei, préface de Robert Badinter ;  (ISBN 979-1090354494).
- Le refus de parvenir par Marianne Enckell, mars 2014, 40 p.,  (ISBN 979-10-90354-52-4)[3],[4]
- Nous aurions dû rester des singes par Gaël Derive, janvier 2015, 48p.  (ISBN 979-10-90354-68-5)
- Place de la République pour une spiritualité laïque par Abd al Malik, février 2015, 32 p.  (ISBN 979-10-90354-80-7)[5],[6]